# Jello Biafra
Eric Reed Boucher (Boulder (Colorado), 17 juni 1958), beter bekend onder de artiestennaam Jello Biafra, een Amerikaanse punkmuzikant, politiek activist en vooral bekend als de zanger van de punkband Dead Kennedys.

## Biografie
Zijn artiestennaam is een combinatie van het merk Jell-O en de naam van een gebied in Afrika, dat van 1967 tot 1970 een zelfstandige staat vormde binnen Nigeria. Biafra werd vooral bekend door zijn grote hongersnoden. Jello Biafra creëerde zijn naam als een ironische combinatie van een op grote schaal geproduceerd voedselproduct en massale hongersnood. Hij vertelde dat hij het leuk vond om die twee ideeën in iemands gedachten te laten botsen.
Biafra was zanger van Dead Kennedys. Nadat de groep uiteen ging, werd hij een spoken word performer, van die performances is ook een aantal cd's uitgekomen. Verder is Biafra eigenaar van platenlabel Alternative Tentacles. Jello Biafra heeft na zijn tijd bij Dead Kennedys bij een aantal andere bands gezongen. Meest recent nam hij twee albums op met the Melvins. Andere bands waar hij mee samenwerkte zijn DOA, NoMeansNo, Lard en Steelpole Bathtub (als Tumor Circus). In oktober komt er een plaat uit van Jello Biafra and the Guantanamo School of Medicine met behalve Biafra ook Ralph Spight van Victims Family op gitaar en Billy Gould van Faith No More op bas. De groep maakte zijn debuut op Biafra 5-0, het feest ter gelegenheid van Biafra's 50ste verjaardag. Naar verluidt ligt de sound van dit project in de buurt van Dead Kennedys. Ook verleende Biafra zijn stem op het intro "Disclaimer" van het album Ixnay on the Hombre van The Offspring.
In zijn politieke carrière is hij actief lid van de United States Green Party, en predikt hij burgerlijke ongehoorzaamheid om politieke verandering af te dwingen. In 1979 stelde hij zich als Jello Biafra verkiesbaar voor het ambt van burgemeester in San Francisco. Er werd daarop prompt een wet gemaakt die het onmogelijk maakte om je onder een andere dan je eigen naam verkiesbaar te stellen.
In 2000 wilde hij presidentskandidaat voor de Amerikaanse Groenen worden, maar verloor van Ralph Nader.

## 2009/2011
Anno 2011 is Biafra nog steeds actief als zanger. In 2009 bracht hij het album Audacity of Hype uit met de band Jello Biafra and the Guantanamo School of Medicine. Hierop speelde onder andere Ralph Spight van Victims Family en Billy Gould van Faith No More. Begin augustus 2011 traden ze, tijdens hun europese tour, nog op in Amsterdam @ Melkweg. In het najaar van 2011 gaf Biafra nog een concert in de Verenigde Staten, samen met Victims Family. Augustus 2013 trad Jello Biafra and the Guantanamo School of Medicine op in de ECI Cultuurfabriek in Roermond.

## Galerij

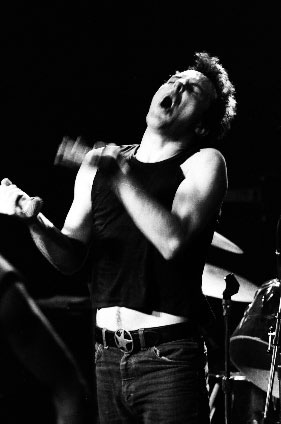
Jello Biafra 2006.
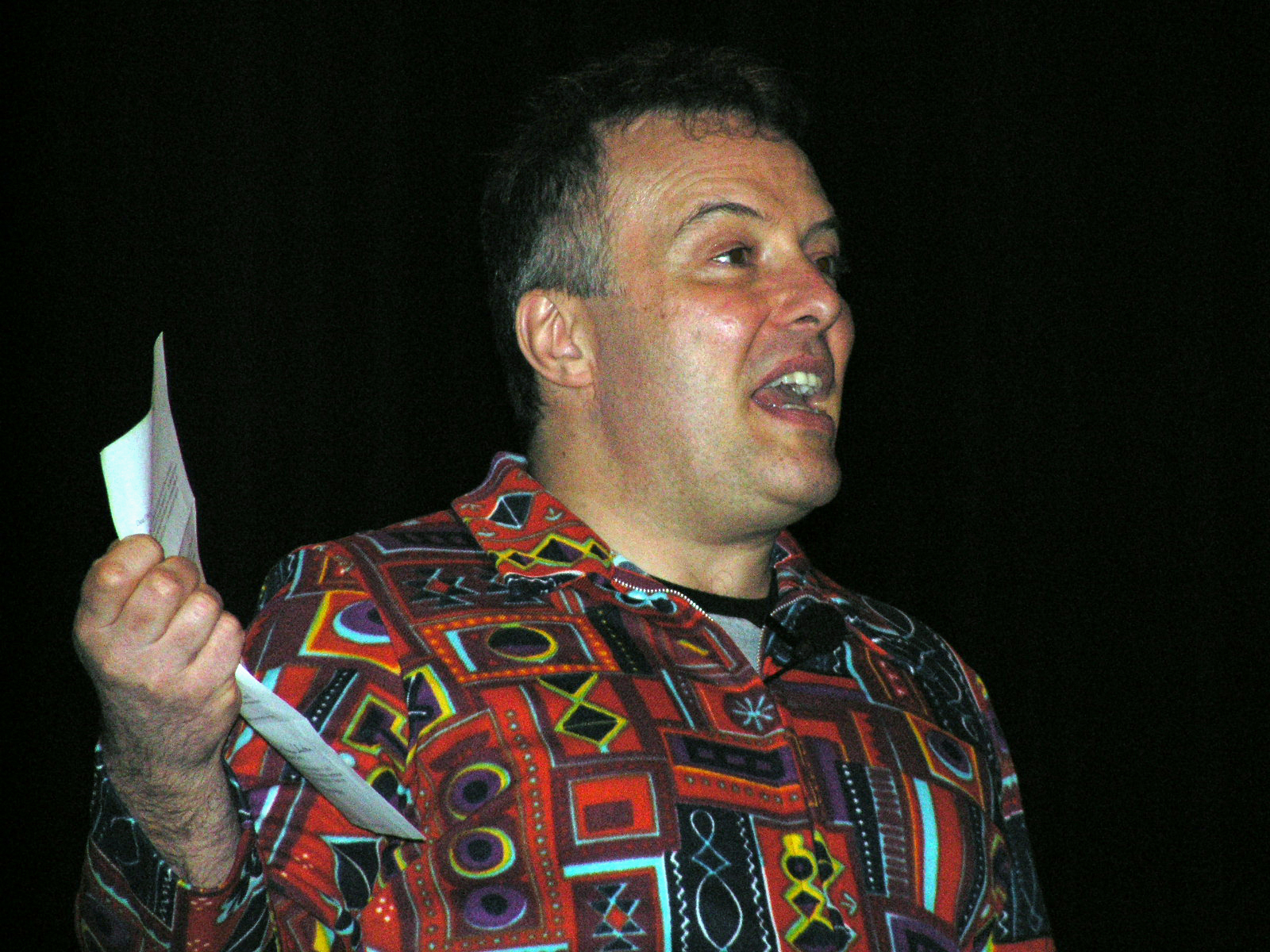
Jello Biafra diskuterar 2006.
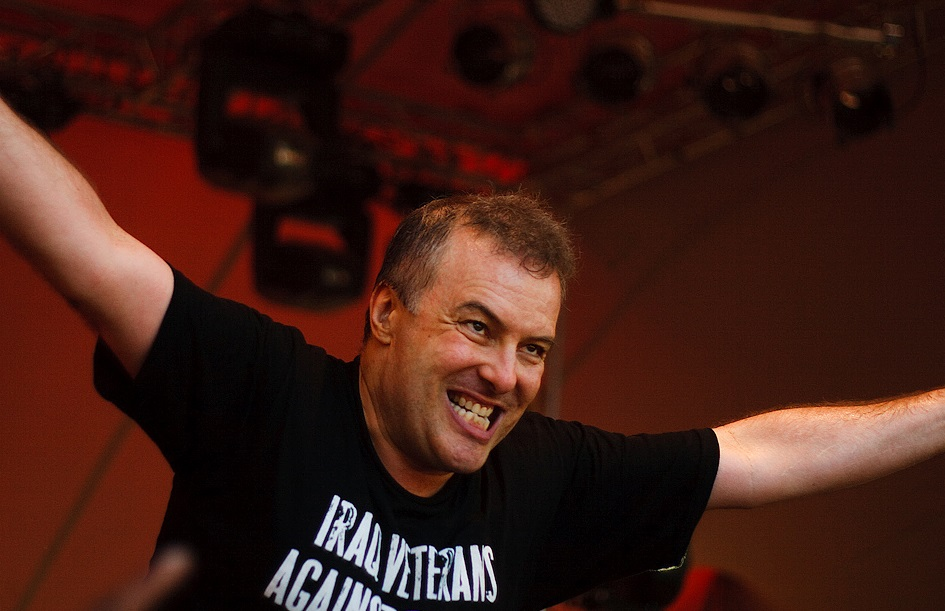
Jello Biafra at Fusion Festival 2010.jpg.
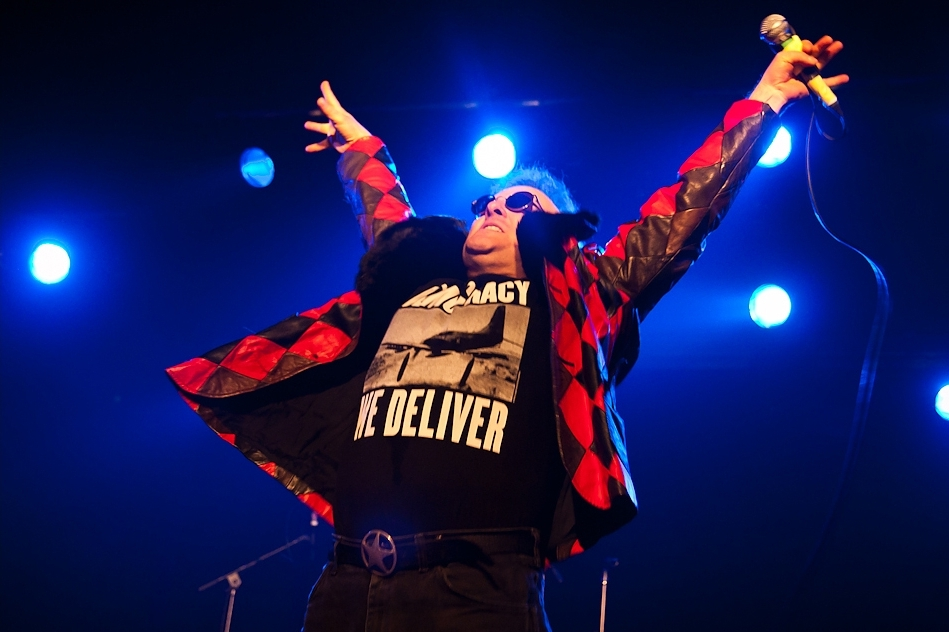
Jello Biafra, Berlin 2014.

## Discografie
Dead Kennedys:
- Fresh Fruit for Rotting Vegetables - 1980
- In God We Trust, Inc. - 1981
- Plastic Surgery Disasters - 1982
- Frankenchrist - 1985
- Bedtime for Democracy - 1986
- Give Me Convenience or Give Me Death - 1987

Spoken word:
- No More Cocoons - 1987
- High Priest of Harmful Matter − Tales From the Trial - 1989
- I Blow Minds for a Living - 1991
- Beyond the Valley of the Gift Police - 1994
- If Evolution Is Outlawed, Only Outlaws Will Evolve - 1998
- Become the Media - 2000
- The Big Ka-Boom, Part One - 2002
- Machine Gun in the Clown's Hand - 2002
- In the Grip of Official Treason - 2006

Samenwerkingen:
- Last Scream of the Missing Neighbors - 1989, met D.O.A.
- The Power of Lard - 1989, met Lard
- Supernaut - 1990, met 1000 Homo DJs (vermeld als Count Ringworm)
- The Last Temptation of Reid - 1990, met Lard
- The Sky is Falling and I Want My Mommy - 1991, met NoMeansNo
- Tumor Circus - 1991, met Steel Pole Bath Tub
- Chaos A.D. - 1993, met Sepultura - "Biotech Is Godzilla"
- Prairie Home Invasion - 1994, met Mojo Nixon
- Ixnay on the Hombre - 1997, met The Offspring - "Disclaimer"
- Helter Skelter - 1997, met The D.O.C.
- Pure Chewing Satisfaction - 1997, met Lard
- Nation - 2001, met Sepultura - "Politricks"
- Never Breathe What You Can't See - 2004, met The Melvins (vermeld als Osama McDonald)
- The Code Is Red...Long Live the Code - 2005, met Napalm Death
- Sieg Howdy! - 2005, met The Melvins (vermeld als J Lo)
- Grand Ol' Party Crash - 2005, uit Cage's "Hell's Winter" als de stem van George W. Bush
- J'Irai Chier dans ton Vomi - 2006, met Métal Urbain
- Cocked and Loaded - 2006, met Revolting Cocks (vermeld als Jello Biafra, evenals al zijn voormalige artiestennamen waaronder Occupant, Smegma Pigvomit, Osama McDonald, and J Lo)
- Pandelirium - 2006, met Th' Legendary Shack*Shakers - "Ichabod!"
- Deadline - 2007, met Leftöver Crack - "Baby-punchers"

## Filmografie
- This Is America Part 2 (1977)
- Massacre At Central High (1978)
- Anarchism in America (1983)
- Lovedolls Superstar (1986)
- Tapeheads
- Terminal City Ricochet (1990)
- Highway 61
- Skulhedface
- Mary Jane's Not a Virgin Anymore
- The Widower (1999)
- Virtue (1999)
- Plaster Caster (2001)
- Bikini Bandits(2002)
- Death and Texas (2004)
- Punk: Attitude (2004)
- We Jam Econo: The Story Of The Minutemen (2005)
- Punk's Not Dead (2006)
- Whose War?, directed by Donald Farmer (2006)
- American Drug War: The Last White Hope (2007)
- Nerdcore Rising (2008)

- Bibsys: 5040952
- Biblioteca Nacional de España: XX1546169
- Bibliothèque nationale de France: cb140326176 (data)
- Gemeinsame Normdatei: 134714679
- International Standard Name Identifier: 0000 0001 0776 8432
- Library of Congress Control Number: n93045615
- MusicBrainz: 2280ca0e-6968-4349-8c36-cb0cbd6ee95f
- Nationale Bibliotheek van Tsjechië: js20020304008
- Nationale Bibliotheek van Israël: 987007333141005171
- SNAC: w6xh0xb1
- Système universitaire de documentation: 231738765
- Virtual International Authority File: 84211939
- WorldCat: E39PBJfcKy6rVMWYWQQmrwTPwC